# Eva Sloviková
Eva Sloviková, née le 27 juin 1984, est une mannequin et actrice pornographique slovaque.
À 18 ans, elle est partie à Bratislava pour faire des études, puis a commencé à travailler comme économiste. Elle s'est ensuite tournée vers le mannequinat, en 2003, et progressivement vers le monde du cinéma pour adultes. Remarquée pour sa beauté, elle a ensuite posé pour de nombreux sites internet et des magazines tels que FHM (février 2006), Penthouse (mai 2006), et Playboy (décembre 2006, édition tchèque), puis pour le réalisateur Viv Thomas avec lequel elle a tourné quatre films (uniquement des scènes lesbiennes), sous le pseudonyme de Evelyn Lory.

## Filmographie
- 2004 : Leg Action 1
- 2005 : Sandy's Club 1
- 2005 : Silvia Saint's Leg Sex Friends
- 2006 : The Art of Kissing 2
- 2006 : Lesbian Fever 3
- 2007 : ATK Galleria 1: Girls Next Door
- 2008 : Lesbian Fantasies
- 2008 : Night Calls: Coming Home
- 2009 : Burning Ice 3: Silvia Saint
- 2009 : Dream Sessions 3
- 2010 : La Corsetry La Femme
- 2011 : Pink Zone